# Cemitério de Rüppurr

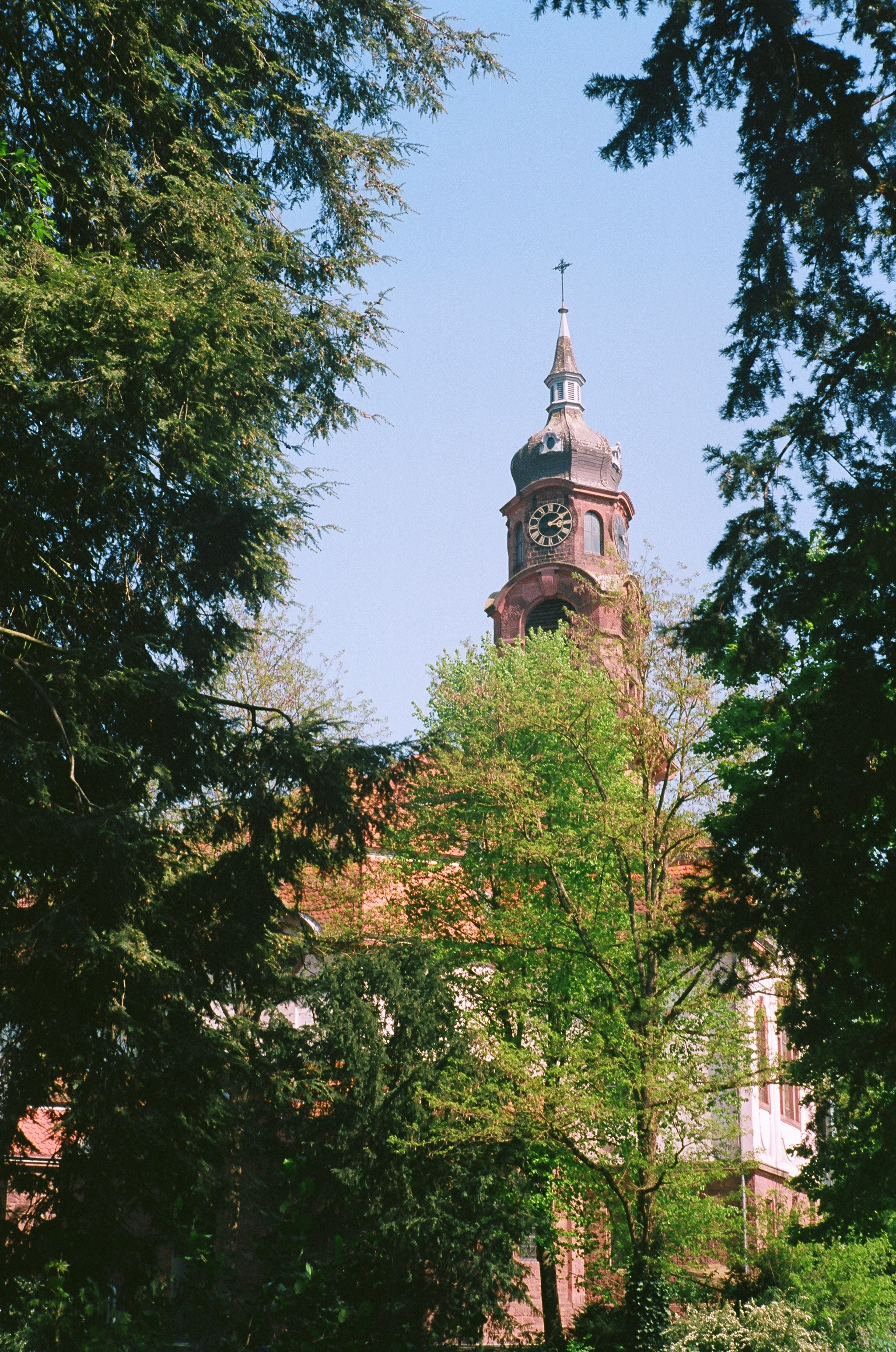
Evangelische Auferstehungskirche Rüppurr

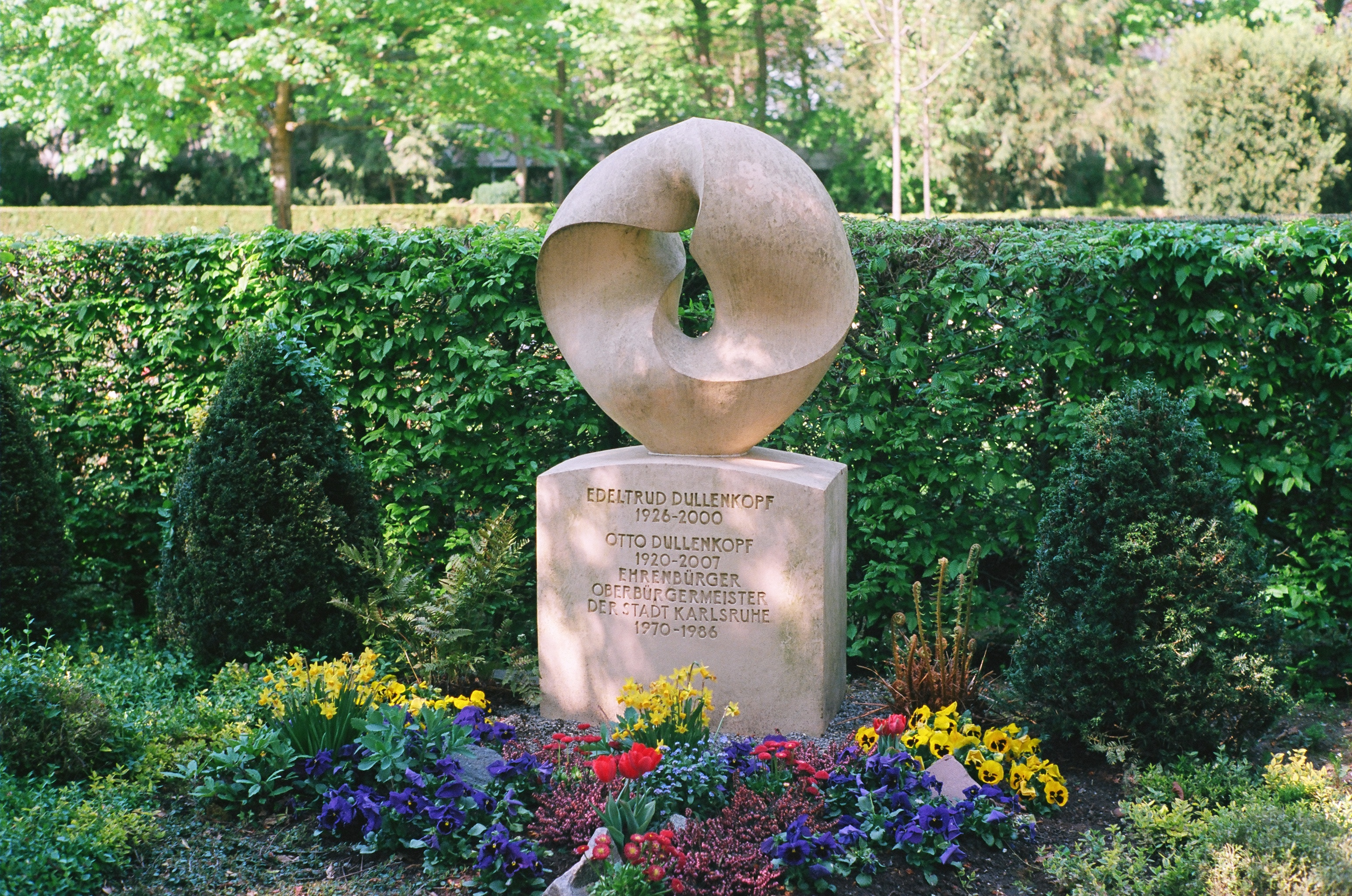
Sepultura de Otto Dullenkopf

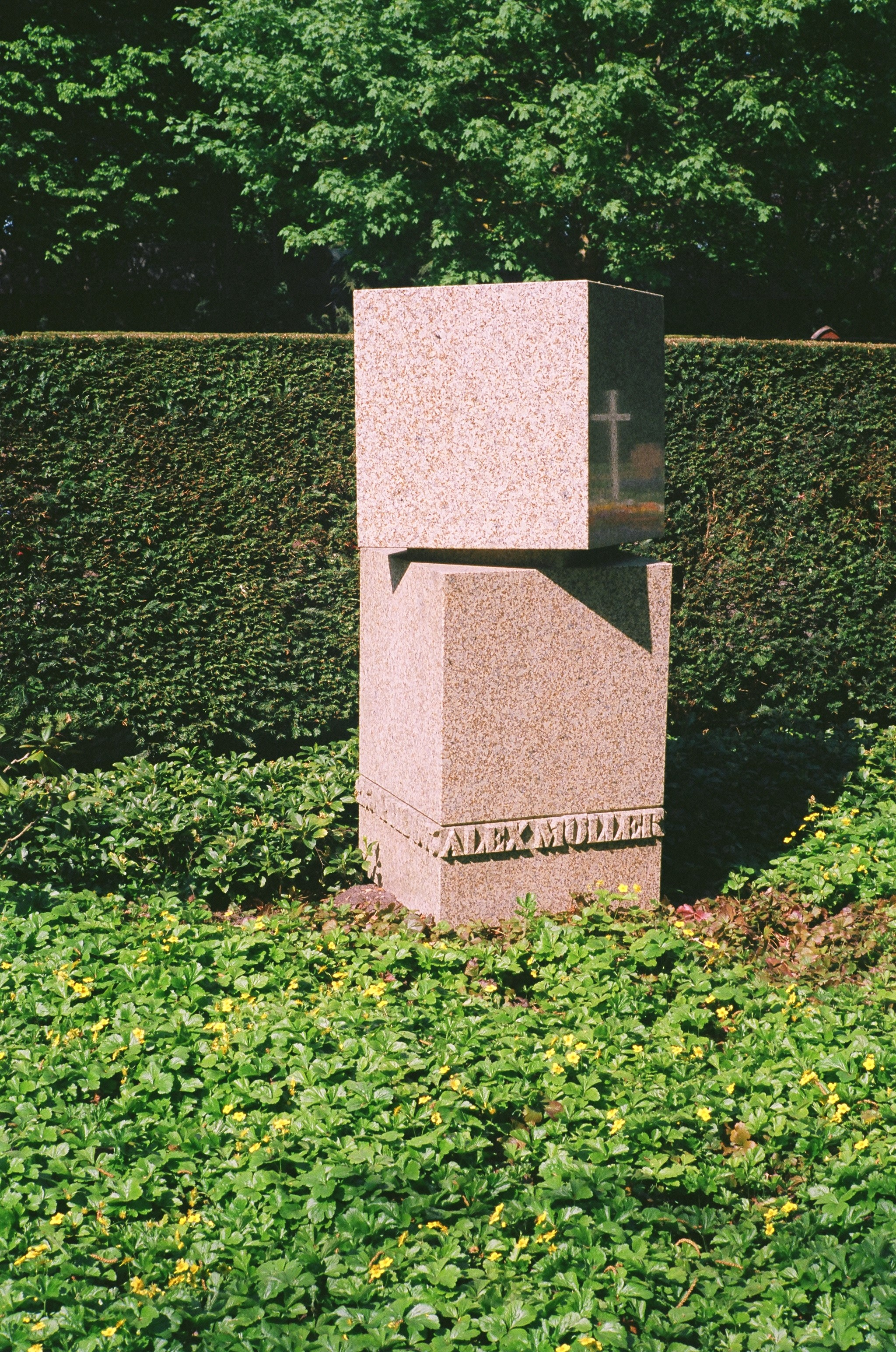
Sepultura de Alex Möller

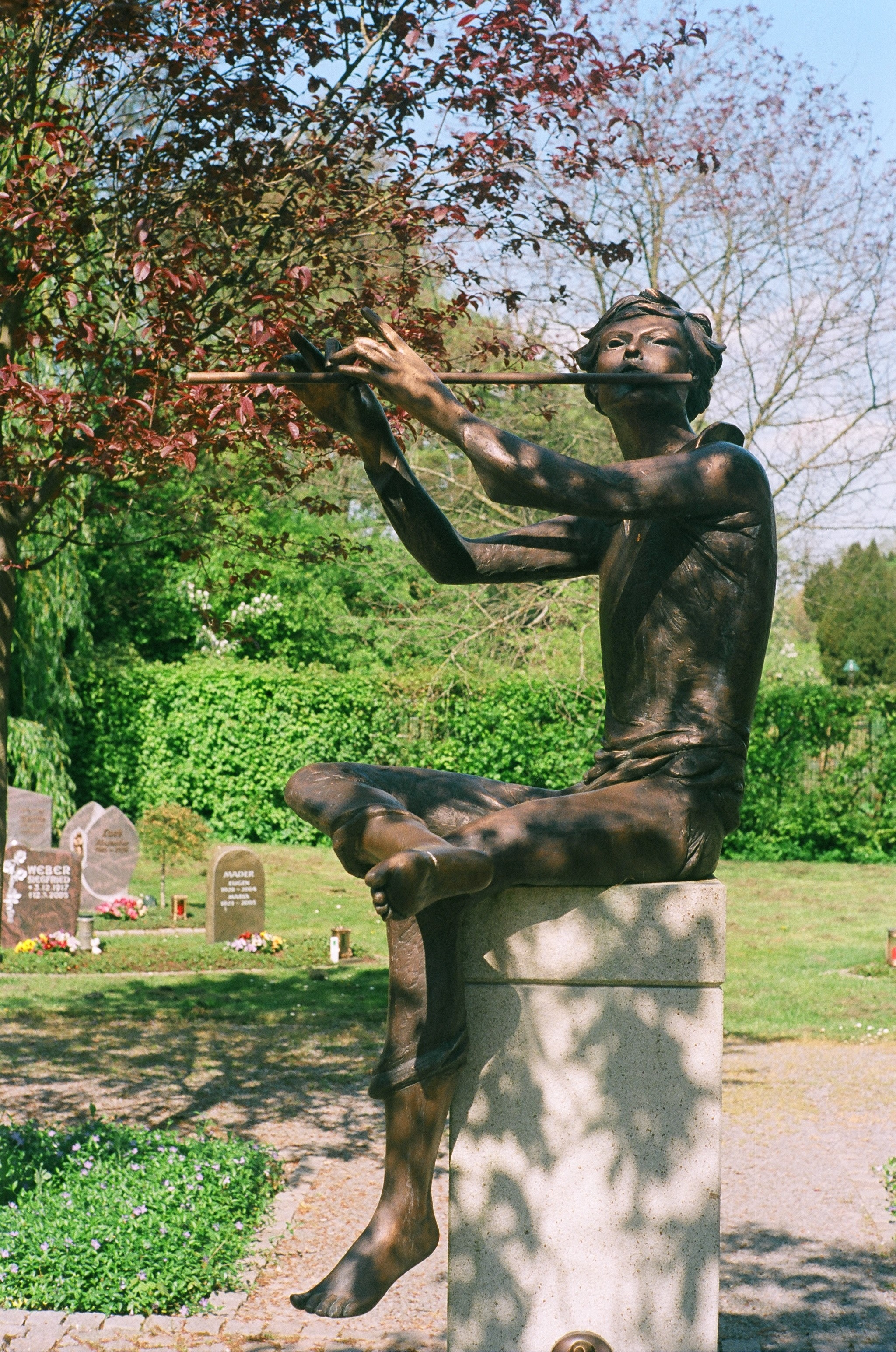
Escultura no cemitério

O Cemitério de Rüppurr (em alemão:  Friedhof Rüppurr) é um cemitério em Rüppurr, bairro de Karlsruhe. Tem área de c. 4,2 hectares, organizado como um cemitério-jardim.

## História
O cemitério foi documentalmente citado em 1594 pelo marquês  Ernst Friedrich. Ao longo do tempo o cemitério foi aumentado, ocorrendo este aumento a última vez em 1954.
Através do cemitério flui o Alb.

## Sepultamentos notáveis
- Wilhelm Baur (1895–1973), editor
- Julius Bender (1893–1966), religioso
- Otto Dullenkopf (1920–2007), Oberbürgermeister de Karlsruhe
- Hans Kampffmeyer (1876–1932), fundador da Gartenstadt Karlsruhe
- Ludwig Martin (1909–2010), jurista
- Alex Möller (1903–1985), político
- Leo Mülfarth (1921–2009), escritor
- Friedrich Töpper (1891–1953), Oberbürgermeister de Karlsruhe